# 康諾特和斯特拉森公爵
康諾特和斯特拉森公爵（英語：Duke of Connaught and Strathearn）是一個聯合王國貴族爵位，由維多利亞女王在1874年5月24日授予她的第三子亞瑟王子；他同時亦被授予薩塞克斯伯爵作為此爵位的附屬爵位。

## 歷史
按慣例，大不列顛暨愛爾蘭聯合王國君主的家庭成員都會獲君主授予以其四個組成部分英格蘭、蘇格蘭、愛爾蘭或威爾斯為名的爵位和頭銜。康諾特和斯特拉森公爵分別以四個愛爾蘭省份之一的康諾特省（即現愛爾蘭西部的康諾特），以及位於蘇格蘭厄恩河的河谷斯特拉森為名，屬於聯合王國貴族爵位。
康諾特和斯特拉森公爵原先應該會作為慣例被授予英國君主的第三子：長子會被授予康瓦爾公爵和羅撒西公爵，次子則是會被冊封為約克公爵。但由於愛爾蘭自由邦（即現愛爾蘭共和國）在1922年脫離英國獨立建國，英國君主自此不再授予以位於愛爾蘭境內的地點為名的爵位。喬治五世的第三子亨利王子則被冊封為格洛斯特公爵。
在亞瑟王子於1942年逝世後，康諾特和斯特拉森公爵爵位由孫子阿萊斯泰爾·溫莎繼承。由於沒有任何男性子嗣符合繼承爵位的資格，爵位在阿萊斯泰爾去世後絕嗣。
加拿大陸軍與英屬印度陸軍分別設有以第一代公爵命名的康諾特公爵直屬英屬哥倫比亞團和第六康諾特公爵直屬槍騎兵團。

## 歷任公爵
| # | 公爵            | 照片 | 出生                                                           | 逝世                                          | 結婚                                      | 任期      | 紋章 |
| - | --------------- | ---- | -------------------------------------------------------------- | --------------------------------------------- | ----------------------------------------- | --------- | ---- |
| 1 | 亞瑟王子        |      | 1850年5月1日 出生於倫敦白金漢宮 維多利亞女王與艾伯特親王第三子 | 1942年1月16日 逝世於巴格肖特公園 （時齡91歲） | 1879年3月13日 普魯士的路易絲·瑪格麗塔公主 | 1874–1942 |      |
| 2 | 阿萊斯泰爾·溫莎 |      | 1914年8月9日 出生於倫敦梅費爾 康諾特的亞瑟王子與法夫女公爵獨子 | 1943年4月26日 逝世於加拿大渥太華 （時齡28歲） | 未婚                                      | 1942–1943 |      |

## 爵位後續
康諾特和斯特拉森公爵爵位目前懸空。
在薩塞克斯公爵哈利王子與梅根·馬克爾結婚時，曾有謠傳指康諾特和斯特拉森公爵爵位可能會是女王考慮授予哈里王子的爵位選項之一；但有媒體報導指出由於康諾特現在是愛爾蘭共和國的一部分，再加上最後一任公爵的死因影響，哈利王子不太可能被冊封為康諾特和斯特拉森公爵。
威爾斯親王威廉也擁有斯特拉森伯爵爵位，是其被冊封為劍橋公爵時同時獲授予的附屬頭銜。